# Lights Out on the Playground
Lights Out on the Playground è il secondo album in studio dei Baton Rouge, uscito nel 1991 per la East West Records.

## Tracce
Testi e musiche di Lance Bulen, Kelly Keeling e Jack Ponti, eccetto dove indicato.
1. Slave to the Rhythm – 3:27
2. Full Time Body – 3:20
3. Tie You Up – 3:28 (Lance Bulen, Kelly Keeling, Vic Pepe, Jack Ponti)
4. Desperate – 5:22 (Davis, Jack Ponti) – cover dei Babylon A.D.
5. Tokyo Time – 3:25
6. Vampire Kiss/The Midge II – 5:06 (Kelly Keeling, Jack Ponti)
7. The Price of Love – 5:09 (Champlin, Vic Pepe, Jack Ponti)
8. Dreamin' in Black and White – 3:54 (Lance Bulen, Kelly Keeling, Vic Pepe, Jack Ponti)
9. Down by the Torchlight – 3:43 (Kelly Keeling, Jack Ponti)
10. Light at the End of the Tunnel – 3:53 (Kelly Keeling, Jack Ponti)
11. Tear Down the Walls – 2:58 (Lance Bulen, Kelly Keeling, Vic Pepe, Pfeiffer, Jack Ponti)
12. Hotter Than Hell – 5:53 (Baton Rouge, Vic Pepe, Jack Ponti)

## Formazione
- Kelly Keeling - voce, chitarra
- Lance Bulen - chitarra, cori
- Tony Palmucci - chitarra
- Scott Bender - basso, cori
- Corky McClellan - batteria, percussioni, cori